# Zieria verrucosa
Zieria verrucosa är en vinruteväxtart som beskrevs av J.A.Armstr.. Zieria verrucosa ingår i släktet Zieria och familjen vinruteväxter. Inga underarter finns listade i Catalogue of Life.